# Фемінізм в Італії
Фемінізм в Італії виник у період італійського ренесансу, починаючи з кінця 13 століття. Італійські письменниці, такі як Христина Пізанська, Модерата Фонте, Лукреція Марінелла, розробляли теоретичні ідеї гендерної рівності. На відміну від феміністичних рухів у Франції та Великобританії, ранні захисниці прав жінок в Італії наголошували на освіті жінок та покращенні соціальних умов.
Італійський фемінізм зазнав невдачі під час фашистського уряду Беніто Муссоліні в першій половині ХХ століття, коли фашистська ідеологія диктувала продовження роду як обов’язок жінки. У повоєнний період феміністичні рухи посилилися. У 1970-х виникла громадська активність щодо таких проблем, як розлучення та аборти. Італійський фемінізм останнім часом став помітнішим, особливо за колишнього прем’єр-міністра Сільвіо Берлусконі, з акцентом на протидії сексуальній об’єктивації жінок у національних телешоу та політиці.

## Історія

### Феміністки епохи Відродження та раннього Нового часу
Мислительниці епохи Відродження регулярно кидали виклик загальноприйнятій думці середньовіччя і ранішого періоду. Гуманізм, новий погляд на політику, науку, мистецтво, освіту та інші галузі, відкинув середньовічну християнську концепцію ієрархічного соціального порядку, який ставив звичайних громадян у підпорядковане становище по відношенню до представників духовенства.Людина Відродження була ідеалом для наслідування.
У той час як гуманістки епохи Відродження були здебільшого «антифеміністками», невелика кількість освічених жінок мали сміливість оскаржувати забобони, що жінки повинні залишатися покірними чоловікам. 
Одна з перших феміністичних письменниць у світі, протофеміністка Христина Пізанська написала Книгу про Град Жіночий) у 1404 році, де описала жіночу стать як таку, що не має вродженої меншовартості перед чоловічою: «Ані піднесеність, ані низькість людини не лежать у тілі відповідно до статі, а в досконалості поведінки та чеснот». Утопічна трилогія про місто, населене і кероване лише жінками, є одним з перших зразків феміністичної фантастики.
В Італії епохи Відродження розвивалася вища освіта, зокрема, було створено кілька університетів, до яких жінок не докускали. Деякі привілейовані жінки, які могли собі це дозволити, здобували освіту самостійно або через репетиторство, якщо дозволяв батько. Поодинокі чоловіки Відродження, що підтримував освіту для жінок, бачили в ній спосіб покращити чесноти жінок і зробити їх більш покірними чоловікам. Освіта, призначена для створення лідерства, вважалася марною тратою на жінок.

Хоча деякі італійки відзначилися у Відродження як визначні особистості у своїх сферах, у сукупності можна простежити саме «піднесення освіченої жінки у Відродження». Виходячи за межі монастиря, де вони були ув’язнені в середні віки, освічені жінки включаються у світську інтелектуальну арену. З Відродження і до раннього Нового часу вони влаштовують салони, де освічені чоловіки та жінки разом та обговорювали літературу, політику та інші впливові теми. Наприкінці 16-го і початку 17-го ст. письменниці «представляли себе та були прийняті сучасною культурою як вчені дружини, матері та рівноправні партнерки у своїх домашніх салонах». До пізнього Відродження освічені італійки писали «в усіх можливих жанрах, від домашнього листування до поезії, діалогів і навіть теології».

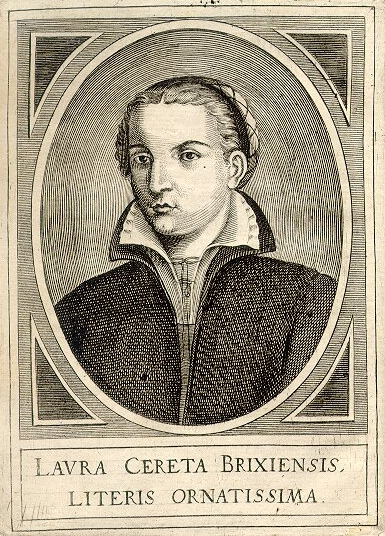
Письменниця Лаура Серета
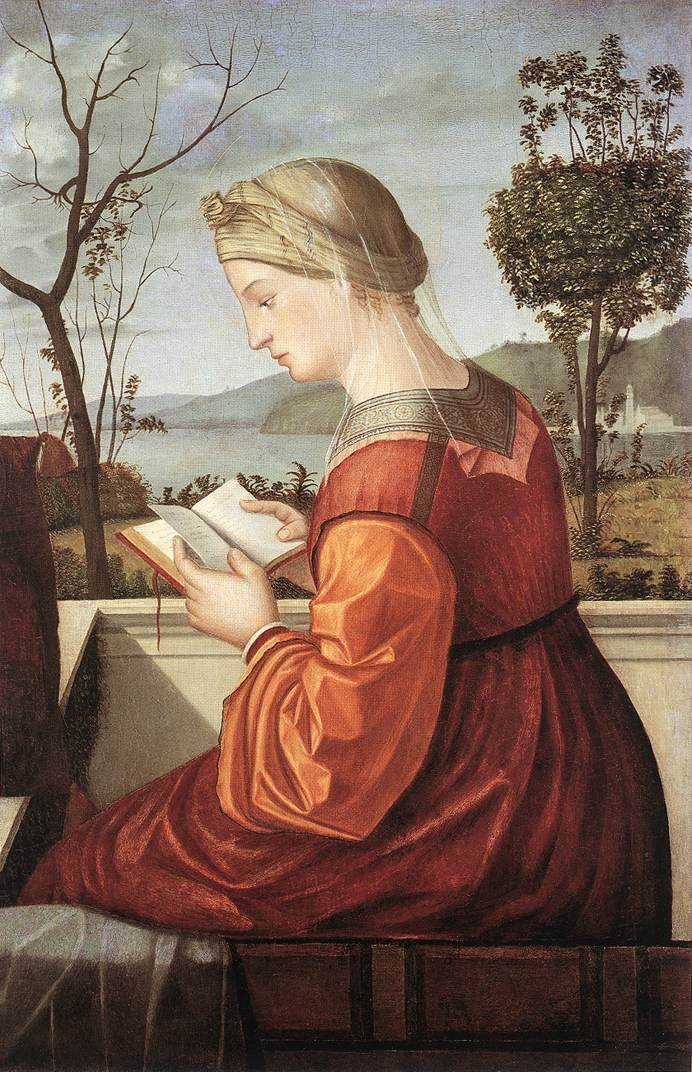
Читання Богородиці (1505–1510), Вітторе Карпаччо. Грамотність поширилася серед жінок вищого класу
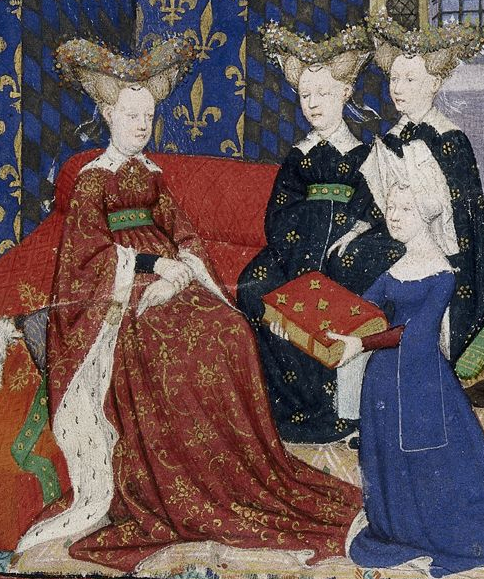
Христина Пізанська та Ізабела Баварська, королева Франції
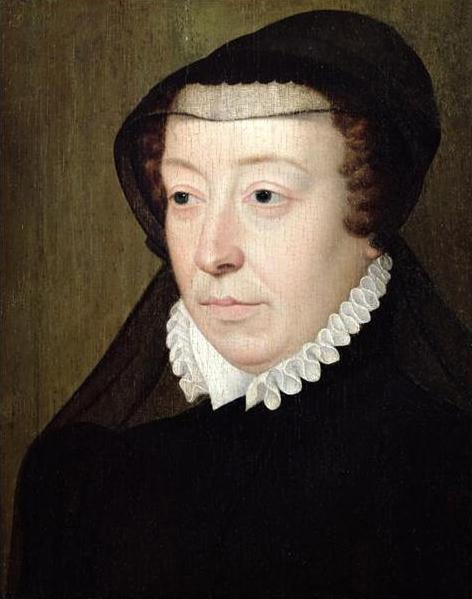
Катерина Медічі, королева Франції, мати королів і велика фігура європейської політики.
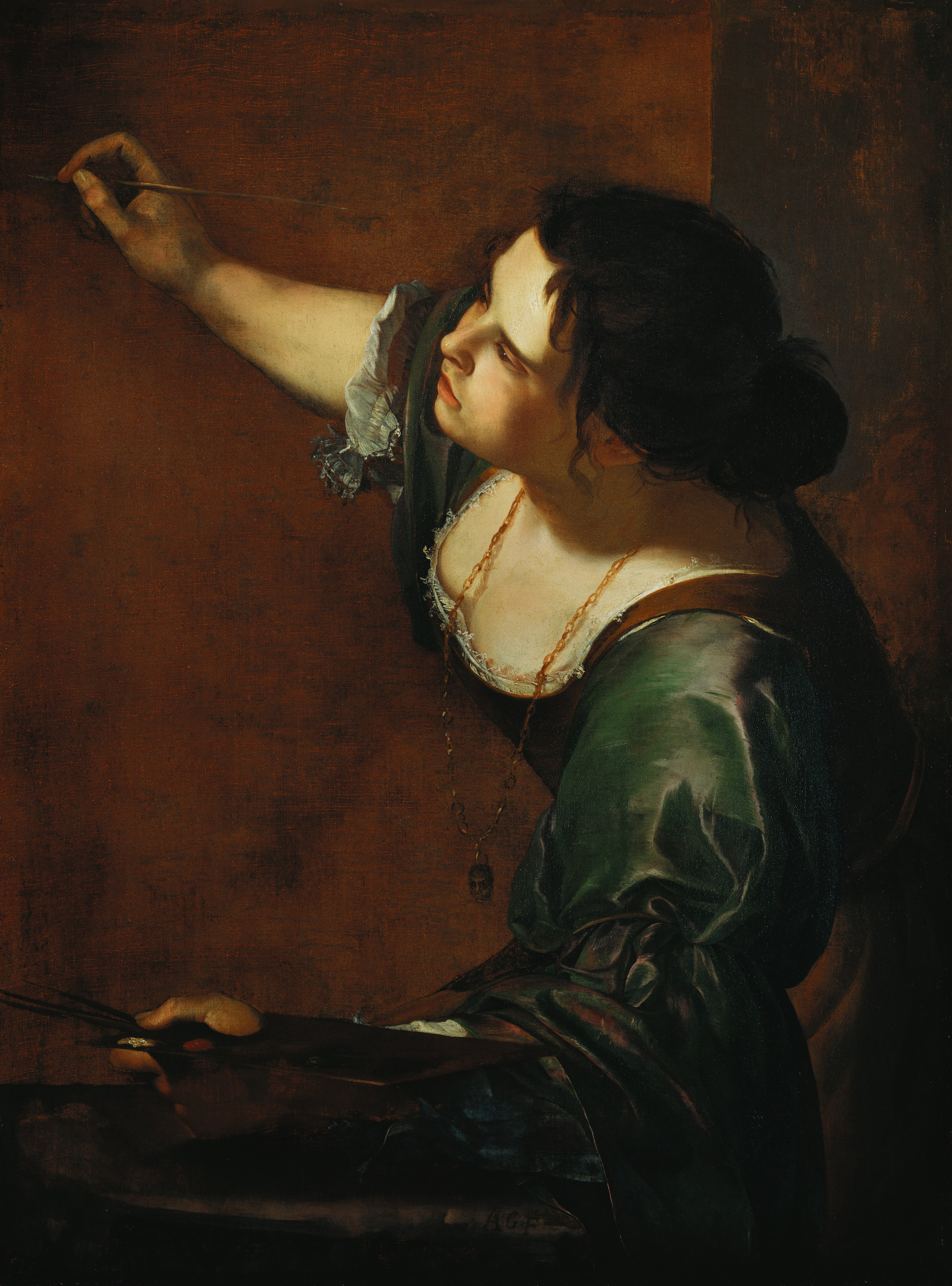
Автопортрет як алегорія живопису (1638-1639) Артемізії Джентілескі.
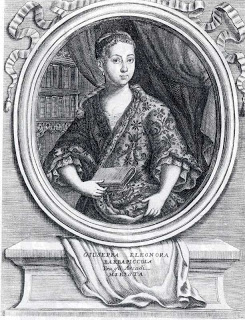
Італійська письменниця Джузеппа Барбапіккола

### ХІХ століття

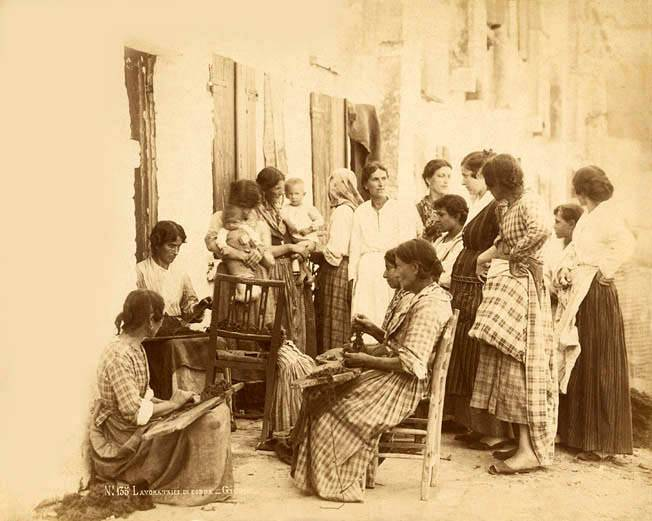
Працюючі італійки, 1900 рік

Більшість жінок належали до селянства, отже, були неписьменними. Освічені жінки, які вміли читати і писати про різні аспекти фемінізму, знаходились в ізольованому становищі. Щоб завоювати аудиторію фемінізму, потрібне було звернення до жінок на всіх рівнях суспільства. Починаючи з середини ХІХ ст., підприємливі жінки почали звертатися до жінок середнього класу через нові друковані засоби медіа: книги та періодичні видання.
Італійський закон Казаті 1859 року заклав основу для системи підготовки молодих жінок як вчительок у державних школах. Жінки повинні були стати основою системи освіти Італії, вони належали до асоціацій вчительок, що давало їм досвід організації для захисту своїх інтересів, таких як заробітна плата та умови праці.
Анна Марія Моццоні поклала початок широкому жіночому руху в Італії, опублікувавши книгу «Жінка та її соціальні стосунки» з нагоди перегляду італійського цивільного кодексу (La donna ei suoi rapporti sociali in reasone della revisione del codice italiano) у 1864 році. Учасниці боротьби за об’єднання, були незадоволені нерівністю, що містилась в новому Цивільному кодексі Італійської Республіки. Книга Моццоні привернула увагу до несправедливості сімейного законодавства Італії, яка дискримінувала жінок. Моццоні проводила кампанію проти державного регулювання проституції та переклала італійською «Упокорення жінок» Джона Мілля. У 1881 році для підтримки виборчого права жінок вона заснувала Лігу заохочення інтересів жінок (Lega promotrice degli interessi femminili) у Мілані.

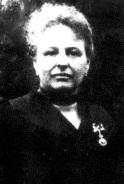
Анна Марія Моццоні

У 1865 році жінки в Італії отримали законну можливість розлучатись, право на рівну спадщину, а одруженим жінкам дозволялося стати законними опікунками своїх дітей та майна, якщо їх покинуть чоловіки.
26-річна Алаїда Гуальберта Беккарі з 1868 року почала видавати журнал «Жінки у Венеції». Більшу частину 1870-х і 1880-х Беккарі провела, поширюючи інформацію про фемінізм. Журнал висвітлював міжнародні феміністичні новини, такі як політичні та соціальні досягнення жінок у Франції, США та Великобританії. Чоловіки-законодавці та вчительки були серед її зростаючої аудиторії, і в 1877 році серія статей на теми реформ надихнула 3000 жінок підписати петицію про виборче для право жінок.
Жінки були допущені до італійських університетів у 1876 році.
У 1877 році італійки отримали можливість бути суб'єктами юридичних актів.
Перший національний феміністичний конгрес Італії організувала Пер ла Донна в 1911 році; спікерки закликали до права на розлучення для жінок і більше нерелігійних шкіл.
У 1919 році одруженим італійкам було надано окрему економіку, також державні посади на нижчих рівнях стали доступними для жінок.

### Жінки у фашистській Італії (1922-1945)

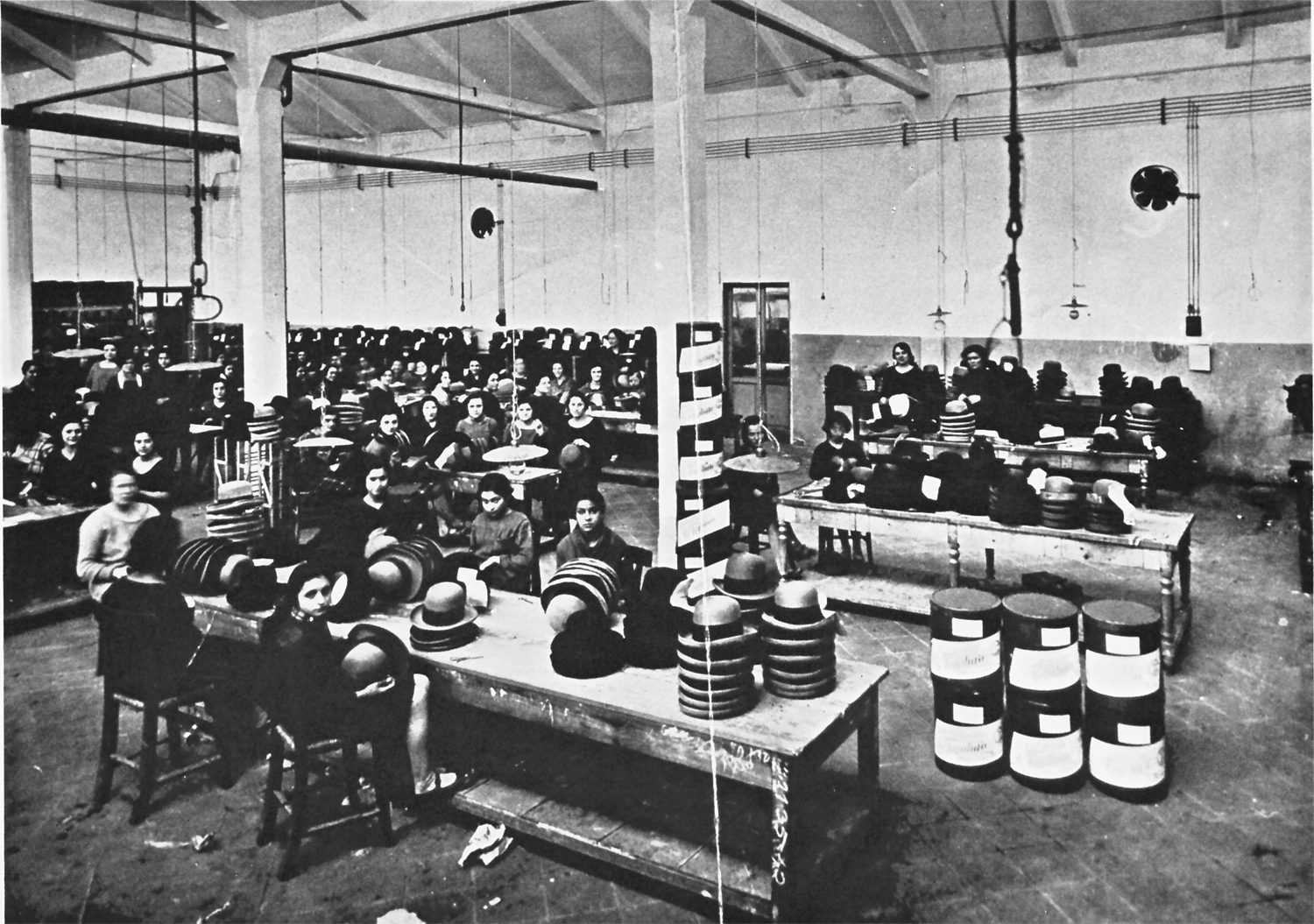
Жінки працюють на капелюшній фабриці, біля 1920 роу

Феміністичний рух зазнав величезного удару в 1922 році, коли до влади прийшов Беніто Муссоліні і в країні почалася фашистська епоха. Цей період був загалом антифеміністським. Наприклад, фашистська ідеологія диктувала продовження роду обов’язком жінки. Проте в 1925 році жінки в Італії здобули право голосу, хоча воно обмежувалося місцевими виборами. У 1945 році жінки в Італії отримали повне виборче право.

### Післявоєнний італійський фемінізм
Франка Віола вважається першою італійкою, яка публічно відмовилася виходити заміж за ґвалтівника та подала на нього до суду. Вона та її родина успішно переслідували ґвалтівника за законом. Суд відбувся в 1966 році і мав широкий резонанс в Італії, оскільки поведінка Віоли суперечила традиційним суспільним нормам Південної Італії, згідно з якими жінка втратила б свою честь, якщо б не вступила в шлюб з чоловіком, з яким втратила цноту. Франка Віола стала символом культурного прогресу та емансипації жінок у післявоєнній Італії (див. нижче події 1981 року).
Як і в інших країнах, феміністичні групи почали виникати в Італії в 1970-х як частина другої хвилі фемінізму. У 1970 році в Римі та Мілані Карла Лонзі створила Rivolta Femminile («Жіночий бунт») і опублікувала маніфест.
У 1974 році в Італії почалася кампанія «Заробітна плата за роботу по дому». У різних італійських містах утворилася низка груп, які називають себе Salario al Lavoro Domestico (Заробітна плата за хатню роботу). Одна із засновниць, Маріароса Далла Коста, виголосила промову під назвою «Загальний страйк» у Местре, Італія, наголосивши, що жоден страйк раніше ніколи не був загальним, а натомість страйком тільки робітників-чоловіків. У Падуї, Італія, група під назвою Lotta Feminista, створена Маріарозою Далла Коста та Сільвією Федерічі, прийняла заробітну плату за хатню роботу як свою організаційну стратегію. Кампанія підвищувала обізнаність про те, що хатня робота та догляд за дітьми є фундаментом всієї промислової роботи, і заявляла, що ці невідворотні задачі мають оплачуватися як оплачувана праця. Кампанія закликала до економічної компенсації за хатню роботу, привертала увагу до праці жінок, опори капіталістичної економіки на практику експлуатації жінок і нерівності у дозвіллі.
У 1975 році сімейне законодавство в Італії було реформоване, подружня зрада більше не кваліфікувалася як злочин, а також урівняти чоловіка і жінку в шлюбі за законом. Зокрема, Закон № 151/1975 передбачає гендерну рівність у шлюбі, скасовуючи юридичне домінування чоловіка. Італійські правові реформи 1975 року також усунули дискримінацію дітей, народжених поза шлюбом.
У 1976 році в Сентенці №12857 від 1976, Верховний суд Італії постановив, що «член(киня) подружжя, що змушує іншого(-у) з подружжя насильством або погрозами до плотського пізнання, вчиняє злочин плотського насильства» [мається на увазі зґвалтування у шлюбі] (commette il delitto di violenza carnale il coniuge che costringa violenza o minaccia l'altro coniuge a congiunzione carnale).
Серед інших великих досягнень фемінізму в Італії цього десятиліття стало введення закону про розлучення (1970) і закону, що регулює аборти (1978).
Італія підписала Конвенцію про ліквідацію всіх форм дискримінації жінок у 1980 році, а ратифікувала її в 1985 році.
У 1981 році скасовано італійський закон, який передбачав пом'якшення покарання у разі вбивства честі; до 1981 року в законі було зазначено: ст. 587: Той, хто спричинить смерть подружжя, дочки чи сестри, виявивши її в незаконних тілесних стосунках і в розпалі пристрасті, спричиненої злочином на його честь або честь його сім'ї, буде засуджений на строк від трьох до семи років. Такий же вирок застосовується до тих, хто за вищевказаних обставин спричинив смерть особи, яка перебуває у незаконних тілесних стосунках з її дружиною, дочкою чи сестрою.
Також у 1981 році Італія скасувала статтю 544, згідно з якою чоловік, який зґвалтував жінку, одружившись зі своєю жертвою, навіть неповнолітньою, будь-які його сексуальні злочини втрачали чинність. Ні закон, ні суспільство не розрізняли таке дошлюбне зґвалтування та втечу за згодою (на Сицилії це зазвичай називають fuitina). У соціальному плані на жінку, зґвалтована чоловіком, сильно тиснув соціум, щоб вона погодилася одружитися з ґвалтівником; альтернативою було до кінця життя носити стигму una donna svergognata («жінка без честі», букв.: безсоромна жінка). Якщо вона погодилася на шлюб з нападником, це вважалося «шлюбом відшкодування» (matrimonio riparatore), який відновлював честь її родини.
У Римі в 1992 році 45-річний інструктор з водіння забрав 18-річну дівчину на її перший урок водіння, ґвалтував її протягом години, а потім пригрозив убити, що якщо вона комусь розповість. Тієї ночі постраждала розповіла батькам, які погодилися допомогти їй висунути звинувачення. У той час як ґвалтівник був засуджений і ув'язнений, Верховний суд Італії скасував вирок у 1998 році, оскільки постраждала була у вузьких джинсах. Стверджувалося, що вона обов’язково мусила допомогти своєму нападнику зняти джинси, таким чином зробивши вчинок згоди («оскільки жертва носила дуже, дуже вузькі джинси, вона мусила допомогти йому зняти їх... і, знявши джинси... це було вже не зґвалтування, а секс за згодою»). Верховний суд Італії у своєму рішенні заявив, що «з загального досвіду майже неможливо зняти вузькі джинси навіть частково без активної співпраці людини, яка їх носить». Це рішення викликало масовий протест феміністок. Наступного дня після нього жінки в італійському парламенті протестували, одягнувши джинси та тримаючи плакати з написом «Джинси: алібі для зґвалтування». На знак підтримки Сенат і Асамблея Каліфорнії наслідували їх приклад. Незабаром Патрісія Гігганс, виконавча директорка Лос-Анджелесської комісії з нападів на жінок (тепер «Мир над насильством»), зробила День джинсової тканини щорічною подією. Станом на 2011 рік щонайменше 20 штатів США офіційно відзначають День джинсової тканини у квітні. Носіння джинсів у цей день стало міжнародним символом протесту проти помилкового та деструктивного ставлення до сексуального насильства. Станом на 2008 рік Верховний суд Італії скасував їхні висновки, і більше не існує «джинсового» захисту за звинуваченням у зґвалтуванні.
У 1996 році Італія внесла зміни до законодавства про зґвалтування, посиливши покарання за сексуальне насильство та перекваліфікувавши його з морального злочину на кримінальний.

## Сучасний стан
Італійський фемінізм останнім часом став більш помітним, особливо під час адміністрації колишнього прем’єр-міністра Сільвіо Берлусконі, з акцентом на протидії об’єктивації жінок у національних телевізійних шоу та політиці.